# .tn
Pour les articles homonymes, voir TN.
.tn est le domaine de premier niveau national (country code top level domain : ccTLD) réservé à la Tunisie. Sa variante en alphabet arabe, .تونس, introduite en 2010 dans le cadre du programme des noms de domaine internationalisés (IDN ccTLD) de l'ICANN, permet l'enregistrement de noms de domaine en caractères arabes.
Le .tn est géré par l'Agence tunisienne d'Internet (ATI) depuis sa première délégation, en mai 1991. Seules les organisations et les individus résidant légalement en Tunisie ont le droit d'enregistrer leurs noms de domaine dans le domaine tunisien.
Il faut attendre mars 2009 pour voir s'ouvrir le nom de domaine sur la racine au grand public. Avant cette date, seules quelques établissements ont le privilège d'avoir un nom de domaine .tn, le reste se plaçant dans des domaines de deuxième niveau selon l'activité.

## Domaines
L'ATI propose vingt différents domaines de deuxième niveau en plus de la racine.
Courant septembre 2017, le projet TLDR, ayant pour but d'archiver et mettre quotidiennement à jour des copies des zones racine des domaines de premier niveau, détecte que le transfert de zone DNS avait été activé sur l'un des serveurs DNS de l'ATI ; il a permis de récupérer une copie complète de toutes les zones existantes du .tn, permettant de calculer le nombre de domaines existants dans celle-ci (calcul effectué le 3 octobre 2017, basé sur la zone récupérée le 28 septembre) :
- .tn : 29 710 domaines enregistrés, pour un total de 117 857 entrées DNS.
- .com.tn : 9 494 domaines enregistrés, pour un total de 42 765 entrées DNS.
- .org.tn : 818 domaines enregistrés, pour un total de 3 601 entrées DNS.
- .edunet.tn : 677 domaines enregistrés, pour un total de 6 263 entrées DNS.
- .rnu.tn : 491 domaines enregistrés, pour un total de 1 976 entrées DNS.
- .gov.tn : 269 domaines enregistrés, pour un total de 1 386 entrées DNS.
- .nat.tn : 133 domaines enregistrés, pour un total de 623 entrées DNS.
- .net.tn : 75 domaines enregistrés, pour un total de 345 entrées DNS.
- .agrinet.tn : 71 domaines enregistrés, pour un total de 307 entrées DNS.
- .intl.tn : 70 domaines enregistrés, pour un total de 300 entrées DNS.
- .ens.tn : 54 domaines enregistrés, pour un total de 242 entrées DNS.
- .rnrt.tn : 52 domaines enregistrés, pour un total de 236 entrées DNS.
- .rns.tn : 35 domaines enregistrés, pour un total de 159 entrées DNS.
- .ind.tn : 31 domaines enregistrés, pour un total de 150 entrées DNS.
- .tourism.tn : 18 domaines enregistrés, pour un total de 107 entrées DNS.
- .mincom.tn : 16 domaines enregistrés, pour un total de 85 entrées DNS.
- .info.tn : 15 domaines enregistrés, pour un total de 72 entrées DNS.
- .fin.tn : 14 domaines enregistrés, pour un total de 84 entrées DNS.
- .perso.tn : 5 domaines enregistrés, pour un total de 34 entrées DNS.
- .turen.tn : 4 domaines enregistrés, pour un total de 28 entrées DNS.
- .defense.tn : Nombre de domaines inconnu, car n'est pas maintenu par l'ATI mais par le ministère tunisien de la Défense.

Ceci fait un total de 42 052 domaines existants sous la racine .tn, pour un total de 176 620 entrées DNS, soit environ quatre entrées DNS par domaine existant.